# Tio Ellinas

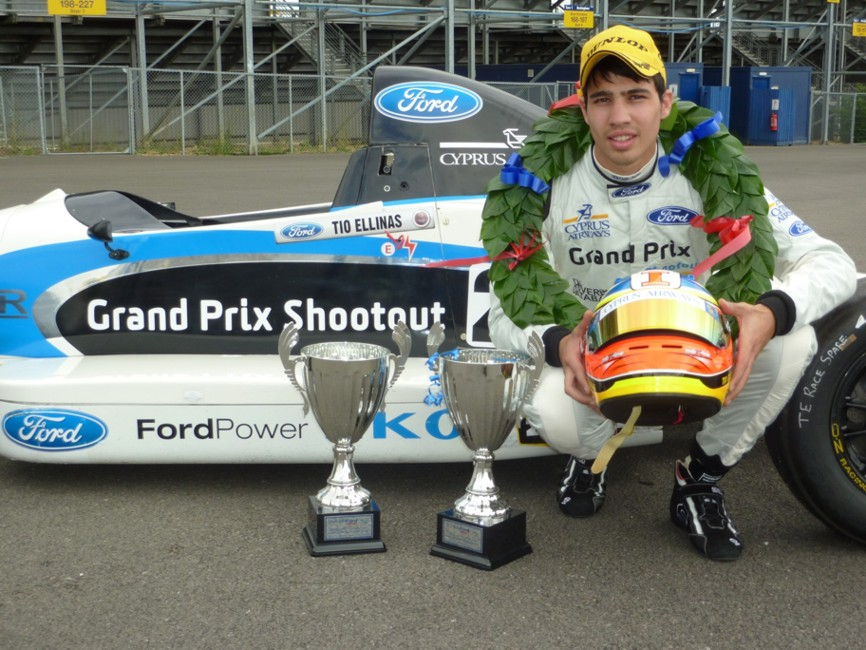
Tio Ellinas (2010)

Eftihios „Tio“ Ellinas (* 27. Januar 1992 in Larnaka) ist ein zyprischer Automobilrennfahrer. Er startete 2012 und 2013 in der GP3-Serie. Dort erreichte er 2013 den vierten Gesamtrang. 2015 nahm er an der Formel Renault 3.5 teil.

## Karriere

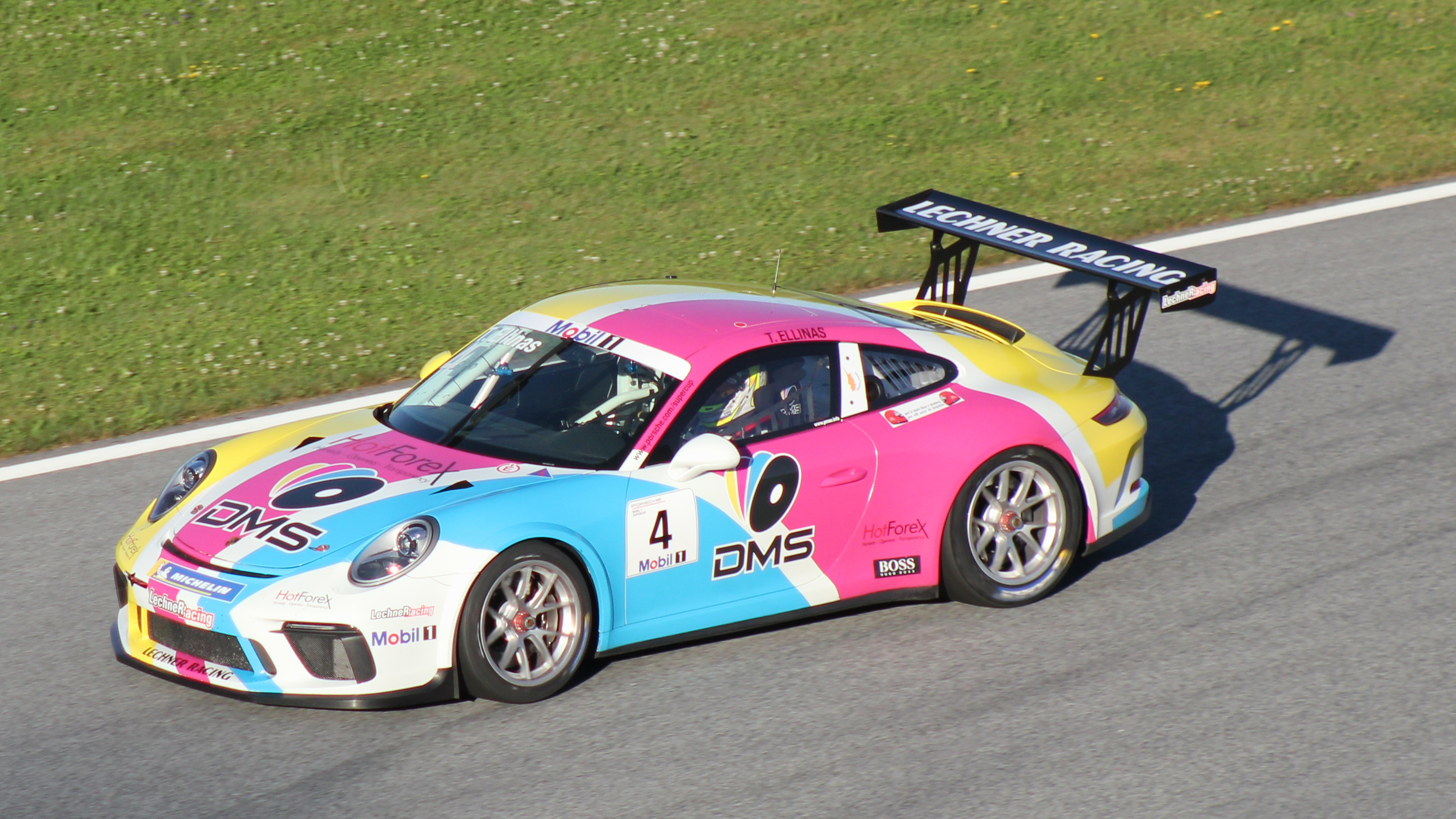
Tio Ellinas 2019 im Porsche Supercup

Ellinas begann seine Motorsportkarriere 2001 im Kartsport, in dem er bis 2009 aktiv war. Zwischen 2003 und 2009 gewann er insgesamt zehn zypriotische Kartmeistertitel. Er entschied in seiner Kartzeit bei 131 Starts 101 Rennen für sich.
2010 wechselte Ellinas in den Formelsport und trat für JTR in der britischen Formel Ford an. Er gewann 3 von 25 Rennen und stand insgesamt 8-mal auf dem Podium. In der Gesamtwertung wurde er Vierter. 2011 ging Ellinas für Atech Reid GP in der britischen Formel Renault an den Start. Ellinas gewann 2 von 20 Rennen und stand insgesamt 14-mal auf dem Podest. Am Saisonende belegte er mit 475 Punkten den dritten Platz der Fahrerwertung. Er war dabei punktgleich mit dem Vizemeister Oliver Rowland, der jedoch zwei Siege mehr erzielt hatte. Außerdem startete Ellinas zu zwei Rennen der nordeuropäischen Formel Renault. Dabei gelang ihm ein Sieg. Nach der Saison nahm Ellinas für Marussia Manor Racing an Testfahrten der GP3-Serie teil. Dabei erzielte er eine Bestzeit.
Für die Saison 2012 erhielt Ellinas ein GP3-Cockpit bei Marussia Manor Racing. Nachdem er bei fast jedem Rennen Punkte erzielt hatte, folgte beim letzten Saisonrennen sein erster GP3-Sieg. Ellinas war der einzige Pilot seines Rennstalls, der Punkte eingefahren hatte. Er beendete die Saison auf dem achten Platz. 2013 blieb Ellinas bei Marussia Manor Racing in der GP3-Serie. Er startete mit einem Sieg beim Hauptrennen auf dem Circuit de Catalunya in die Saison und führte die Meisterschaft die ersten fünf von acht Veranstaltungen an. Daher in diesem Zeitraum nur ein weiteres Mal aufs Podest kam, verlor er die Führung schließlich. Ellinas gewann schließlich noch das letzte Saisonrennen auf dem Yas Marina Circuit. Als bester Pilot seines Rennstalls wurde er Gesamtvierter. Zudem absolvierte er für den Formel-1-Rennstall von Manor, Marussia, Testfahrten.
2014 war Ellinas zunächst ohne Cockpit, nachdem ein Wechsel in die Formel Renault 3.5, in der er an Testfahrten teilgenommen hatte, nicht zustande gekommen war. Zum zweiten Rennwochenende stieg er schließlich für MP Motorsport in die GP2-Serie ein. Er beendete sein Debütrennen auf dem siebten Platz. Er kam bei drei Rennwochenenden zum Einsatz, bevor er sein Cockpit verlor. Im weiteren Verlauf der Saison trat er für Rapax als Vertretung für den verletzten Adrian Quaife-Hobbs zu einer Veranstaltung an. Am Saisonende belegte er den 22. Gesamtrang.
2015 wechselte Ellinas zu Strakka Racing in die Formel Renault 3.5. Er gewann je ein Rennen in Silverstone und auf dem Nürburgring. Er beendete die Saison auf dem vierten Gesamtrang und setzte sich dabei intern mit 135 zu 79 Punkten gegen Gustav Malja durch.

## Statistik

### Karrierestationen
| - 2001–2009: Kartsport - 2010: Britische Formel Ford (Platz 4) - 2011: Britische Formel Renault (Platz 3) | - 2011: Nordeuropäische Formel Renault (Platz 26) - 2012: GP3-Serie (Platz 8) - 2013: GP3-Serie (Platz 4) | - 2013: Formel 1 (Testfahrer) - 2014: GP2-Serie (Platz 22) - 2015: Formel Renault 3.5 (Platz 4) |

### Einzelergebnisse in der GP3-Serie
| Jahr | Team                  | 1   | 2   | 3   | 4   | 5   | 6   | 7   | 8   | 9   | 10  | 11  | 12  | 13  | 14  | 15  | 16  | Punkte | Rang |
| ---- | --------------------- | --- | --- | --- | --- | --- | --- | --- | --- | --- | --- | --- | --- | --- | --- | --- | --- | ------ | ---- |
| 2012 | Marussia Manor Racing | ESP | ESP | MON | MON | ESP | ESP | GBR | GBR | GER | GER | HUN | HUN | BEL | BEL | ITA | ITA | 99     | 8.   |
| 2012 | Marussia Manor Racing | 7   | 15  | 9   | 8   | 4   | 5   | 6   | 4   | 10  | 7   | 13  | 4   | 4   | DNF | 2   | 1   | 99     | 8.   |
| 2013 | Marussia Manor Racing | ESP | ESP | ESP | ESP | GBR | GBR | GER | GER | HUN | HUN | BEL | BEL | ITA | ITA | UAE | UAE | 116    | 4.   |
| 2013 | Marussia Manor Racing | 1   | 4   | 6   | 4   | 5   | 6   | 2   | 6   | 11  | 10  | 8   | DNF | DNF | 11  | 7   | 1   | 116    | 4.   |

### Einzelergebnisse in der GP2-Serie
| Jahr | Team          | 1   | 2   | 3   | 4   | 5   | 6   | 7   | 8   | 9   | 10  | 11  | 12  | 13  | 14  | 15  | 16  | 17  | 18  | 19  | 20  | 21  | 22  | Punkte | Rang |
| ---- | ------------- | --- | --- | --- | --- | --- | --- | --- | --- | --- | --- | --- | --- | --- | --- | --- | --- | --- | --- | --- | --- | --- | --- | ------ | ---- |
| 2014 | MP Motorsport | BRN | BRN | ESP | ESP | MON | MON | AUT | AUT | GBR | GBR | GER | GER | HUN | HUN | BEL | BEL | ITA | ITA | RUS | RUS | UAE | UAE | 7      | 22.  |
| 2014 | MP Motorsport |     |     | 7   | 11  | 10  | 22  | 23  | 22  |     |     |     |     |     |     |     |     |     |     |     |     |     |     | 7      | 22.  |
| 2014 | Rapax         |     |     |     |     |     |     | 21  | 14  |     |     |     |     |     |     |     |     |     |     |     |     |     |     | 7      | 22.  |

### Einzelergebnisse in der Formel Renault 3.5
| Jahr | Team           | 1   | 2   | 3   | 4   | 5   | 6   | 7   | 8   | 9   | 10  | 11  | 12  | 13  | 14  | 15  | 16  | 17  | Punkte | Rang |
| ---- | -------------- | --- | --- | --- | --- | --- | --- | --- | --- | --- | --- | --- | --- | --- | --- | --- | --- | --- | ------ | ---- |
| 2015 | Strakka Racing | ALC | ALC | MON | SPA | SPA | HUN | HUN | SPI | SPI | SIL | SIL | NÜR | NÜR | LMS | LMS | JRZ | JRZ | 135    | 4.   |
| 2015 | Strakka Racing | DNF | 4   | DNF | 7   | 5   | 17  | 6   | 9   | 13  | 1   | 11  | 6   | 1   | 9   | 3   | 5   | 4   | 135    | 4.   |